# スパイアニマル・Gフォース
『スパイアニマル・Gフォース』（原題：G-Force）は、2009年公開（日本公開は2010年）のアメリカ映画。スパイ・コメディ映画であり、3D映画として製作されている。ジェリー・ブラッカイマー製作の映画では最初の3D映画となる。また、コンサート映画を除く実写のディズニー映画としても、最初のデジタル上映による3D映画となる。

## 登場キャラクターとキャスト

### 人間
ベン・ケンドール
演 - ザック・ガリフィアナキス、日本語吹替 - 丸山壮史
FBI内において動物研究を行なう博士であり動物部隊の生みの親。部隊を編制し指令を与える。自身の部門が不要と判定されて閉鎖されるとの噂を聞き、成果を上げるために一か八かの作戦行動に出る。
マーシー
演 - ケリ・ガーナー
ベンと同じ部署で助手として働く女性。ルックスが良く心も優しく、動物たちにも理解がある人格者。
レナード・セイバー
演 - ビル・ナイ、日本語吹替 - 千葉繁
世界シェアNo.1の大手機器メーカー、セイバリング工業のCEO。自社製品すべてのリンクによる強大な販売網の構築を目指す。
キップ・キリアン
演 - ウィル・アーネット、日本語吹替 - 喜山茂雄
FBIで部長職にあるエリート。ベンの研究成果に疑問を持ち、経費削減のため部門の閉鎖を考えている。また、レナード・セイバーが犯罪を目論んでいるのではないかと疑い2年前から捜査を進めている。

### 人間以外のキャラと声での出演俳優
ダーウィン
声 - サム・ロックウェル、日本語吹替 - ゴリ（ガレッジセール）
モルモット。茶色。Gフォースのリーダー。勇敢で行動力がある。
フアレス
声 - ペネロペ・クルス、日本語吹替 - 本田貴子
モルモット。灰色。チーム唯一の女性でカンフーの達人。その美貌でチームの男たちは虜に。しかし相手によって彼女がわざと発言を変えるため、彼らは常に翻弄されている。
ブラスター
声 - トレイシー・モーガン、日本語吹替 - 高木渉
モルモット。黒色。武器のエキスパート。ワイルドでタフ。チームを"Gフォース"と名付けた。
スペックルズ
声 - ニコラス・ケイジ、日本語吹替 - 中尾隆聖
もぐら。鼻が星の形をしたホシバナモグラ。Gフォースの頭脳。天才的I.Q.の持ち主でコンピュータと情報収集のスペシャリスト。
ムーチ
声 - ディー・ブラッドリー・ベイカー
ハエ。小さな体と飛行能力を活かし偵察任務を担当。小型カメラを装着して飛び、潜入先の映像をリアルタイムで味方に送る。
ハリー
ゴキブリ。背中に小型カメラを搭載している。ベンによってよく訓練されており命令に忠実。PDA奪取の時も極めて効率よく迅速に任務を遂行した。彼が一般ゴキブリの協力を得るとスクリーンいっぱいに大量のゴキブリが登場。館内には悲鳴が響き渡った。
ハーレー
声 - ジョン・ファヴロー、日本語吹替 - 川田広樹（ガレッジセール）
モルモット。くすんだ薄い茶色。太っている。食いしん坊。ペット・ショップでGフォースと出会い、以後彼らと行動を共にする。
バッキー
声 - スティーヴ・ブシェミ、日本語吹替 - 真殿光昭
ハムスター。口が悪く、自分の領分を侵されることが何より嫌い。長年ペット・ショップで暮らしている。

## テーマソング
日本公開時の応援歌として紫SHIKIBUの「飛び出せ!Gフォース」が使用された。

## 評価
レビュー・アグリゲーターのRotten Tomatoesでは127件のレビューで支持率は22%、平均点は4.40/10となった。Metacriticでは19件のレビューを基に加重平均値が41/100となった。